# Jewgeni Ananjewitsch Chaldei

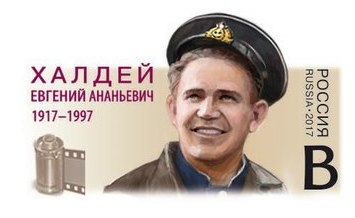
Chaldei auf einer russischen Briefmarke, 2017

Jewgeni Ananjewitsch Chaldei (russisch Евгений Ананьевич Халдей; andere Schreibweise Chaldej, * 10. Märzjul. / 23. März 1917greg. in Jusowka, heute Donezk, Ukraine; † 6. Oktober 1997 in Moskau, Russland) war ein sowjetischer Fotograf. Als Kriegsberichterstatter begleitete er unter anderem im April/Mai 1945 die Eroberung Berlins durch die sowjetischen Truppen. Sein Foto Auf dem Berliner Reichstag, 2. Mai 1945 zeigt das Hissen der sowjetischen Fahne auf dem Reichstagsgebäude und brachte ihm weltweite Berühmtheit ein.

## Leben

### Kindheit und Jugend
Jewgeni Chaldei stammte aus einer jüdisch-ukrainischen Familie. Als er ein Jahr alt war, wurde seine Mutter bei einem Pogrom 1918 ermordet. Mit zwölf Jahren begann er mit selbst gebastelten Hilfsmitteln mit der Fotografie und startete 1933 eine Ausbildung zum Fotolaboranten in seiner inzwischen in Stalino umbenannten Heimatstadt (heute: Donezk). Seine berufliche Laufbahn begann er 1930 aber in einem Stahlwerk, in dem er die Bestarbeiter fotografierte. 1932 fuhr er mit einer „Agitationsbrigade“ durch sein Heimatgebiet und sah massenhaften Hungertod als Folge der stalinistischen Zwangskollektivierung. 1936 wurde er als Fotograf bei der Nachrichtenagentur TASS angestellt.

### Zweiter Weltkrieg und Reichstagsfoto
Der Zweite Weltkrieg hinterließ Narben bei der Familie: 1941 und 1942 wurden Chaldeis Vater sowie seine drei Schwestern in Stalino von Deutschen ermordet, wovon er erst nach dem Krieg erfuhr. Er selbst begleitete ab Juni 1941 verschiedene Teilstreitkräfte der sowjetischen Armee an Kriegsschauplätzen als Fotograf. Nach seiner eigenen Schätzung legte er in den 1148 Tagen, die er in diesem Krieg unterwegs war, etwa 30.000 Kilometer zurück. Nach einigen Monaten im strategisch wichtigen und umkämpften Hafen von Murmansk wurde er vom einfachen Marinesoldaten zum Leutnant zur See befördert und durfte im November 1941 zu einer Ausstellung seiner Bilder nach Moskau reisen. Ab Januar 1942 fotografierte er die Kämpfe auf der Halbinsel Krim, erlebte dort die furchtbarsten Seiten des Krieges und erfuhr von dem Massenmord der Deutschen an der Zivilbevölkerung in der Stadt Kertsch. Mit der vorrückenden Roten Armee erlebte er die Befreiung Rumäniens, Bulgariens und Ungarns und die Einnahme von Wien und Berlin. Nach dem Sieg der sowjetischen Armee in der Schlacht um Berlin suchte er nach einem passenden Motiv mit hohem Symbolwert. Ob er Joe Rosenthals wenige Monate zuvor entstandenes Foto Raising the Flag on Iwo Jima kannte, ist umstritten. Vom Hausmeister der Agentur TASS erhielt er rote Tischdecken und ließ daraus bei einem befreundeten Schneider drei Siegesflaggen schneidern. Mit drei Soldaten, die er im Eingangsbereich des brennenden Reichstags traf, stieg er auf das Dach des Gebäudes und fotografierte sie beim Hissen der Fahne. (Zuvor hatte er bereits die beiden anderen Fahnen jeweils auf dem Flughafen Tempelhof und dem Brandenburger Tor gehisst und fotografiert.) Es entstand eine Serie von 36 Aufnahmen mit dem Titel Auf dem Berliner Reichstag, 2. Mai 1945. Danach reiste er zurück nach Moskau. Erst dem Chefredakteur fiel auf, dass das Bild nicht unbearbeitet veröffentlicht werden konnte: Einer der Soldaten war ein Plünderer. Er scheint an jedem Handgelenk eine Armbanduhr zu tragen. Daher wurde die Uhr am rechten Arm des Soldaten wegretuschiert. In der roten Armee war allerdings das Tragen von Armbandkompassen (Modell Adrianow) verbreitet, sodass die Deutung als Plünderer zwar aus der Entfernung nahelag, aber nicht zwingend ist. Neben dieser Retusche wurden auch die Rauchschwaden im Hintergrund des Bildes nachträglich eingefügt. In Wirklichkeit waren zwischen dem Ende der Kampfhandlungen und dem Zeitpunkt der Fotografie zwei Tage vergangen.

### Kriegstagebuch
Zwischen 1941 und 1943 führte er heimlich Tagebuch über seine Erlebnisse. Die Geheimhaltung war notwendig, da es sowjetischen Soldaten verboten war, ihre subjektiven Eindrücke des Kriegsgeschehens niederzuschreiben. Auf diese Weise sollte verhindert werden, dass sich Details verbreiteten, die der offiziellen Kriegspropaganda widersprachen. Beispielsweise war es Kriegsfotografen untersagt, Fotos von verwundeten Sowjetsoldaten zu veröffentlichen. Sein Tagebuch gibt Auskunft über viele der furchtbaren und wenig heldenhaften Seiten des Krieges. Bis zu seinem Tod 1997 blieb das Tagebuch unbekannt.

### Nach dem Krieg
Nach der deutschen Kapitulation begleitete er die Potsdamer Konferenz, die Moskauer Siegesparade von 1945, die Nürnberger Prozesse und die Pariser Friedenskonferenz (1946) als Bildreporter. Seine jüdische Herkunft wurde ihm 1948 den Nachkriegsjahren im Rahmen des „Kampfes gegen wurzellose Kosmopoliten“ zum Verhängnis: er wurde von der TASS entlassen und durfte auch nicht mehr für die Parteizeitung Prawda arbeiten. Er musste sich mit Gelegenheitsarbeiten durchschlagen und fristete bis zum Tod von Josef Stalin (1953) ein Leben in Armut. Nach der Geheimrede Chruschtschows 1956 wurde er von der Prawda wieder eingestellt und 1972 erneut entlassen. Trotz seiner weltberühmten Fotos blieb er jahrelang weitgehend in Vergessenheit. Die späte Würdigung seines Werkes erfolgte hauptsächlich durch Ernst Volland, der Chaldej erstmals 1991 in Moskau und später in Berlin begegnete. 1995 wurde Chaldej zum Festival Visa nach Perpignan eingeladen und gefeiert. Bei diesem Anlass lernte er Joe Rosenthal persönlich kennen.
Jewgeni Chaldei starb an den Folgen eines Schlaganfalls 1997 in Moskau.
Sein Tagebuch wurde erst im Jahr 2000 nach seinem Tod bei einer Inventarisierung seines Nachlasses gefunden und veröffentlicht. Es wurde 2011 durch Ernst Volland auf Deutsch herausgegeben, ergänzt um etliche Fotografien unter dem Titel Jewgeni Chaldej: Kriegstagebuch. Schriftliches und fotografisches Tagebuch.
Chaldei hatte mehrere Fotos veröffentlicht, die er angeblich unmittelbar nach der Befreiung des Großen Ghettos Budapest gemacht haben will. Obwohl Unstimmigkeiten bemerkt wurden, blieb er bei seinen Aussagen. Zumindest für zwei Fotos sind die Angaben für Ort und Zeitpunkt sowie Zuschreibungen jedoch widerlegt worden.

## Ausstellungen
- 2008: Martin-Gropius-Bau, Berlin